# Arrondissement Saint-Jean-d'Angély
Saint-Jean-d'Angély is een arrondissement van het Franse departement Charente-Maritime in de regio Nouvelle-Aquitaine. De onderprefectuur is Saint-Jean-d'Angély.

## Kantons
Het arrondissement was tot 2014 samengesteld uit de volgende kantons:
- kanton Aulnay
- kanton Loulay
- kanton Matha
- kanton Saint-Hilaire-de-Villefranche
- kanton Saint-Jean-d'Angély
- kanton Saint-Savinien
- kanton Tonnay-Boutonne

Na de herindeling van de kantons bij decreet van 27 februari 2014, met uitwerking op 22 maart 2015, is de samenstelling als volgt :
- kanton Chaniers ( deel )( 9/26 )
- kanton Matha
- kanton Saint-Jean-d'Angély ( deel )( 36/40 )